# Gabriel Bexon
Pour les articles homonymes, voir Bexon.
Gabriel Léopold Charles Amé Bexon, né le 10 mars 1747 à Remiremont et mort le 15 février 1784 à Paris, est un naturaliste français collaborateur de Buffon, et historien.

## Biographie
Gabriel Léopold Charles Amé Bexon est le troisième enfant d'Amé Bexon, procureur fiscal à Remiremont, et de Marthe Pillement.
Prêtre, aumônier de la princesse Anne Charlotte de Lorraine, il est, après un long séjour à Nancy, le dernier chantre de la Sainte-Chapelle. Il coopère à l'histoire des minéraux et surtout il participe aux volumes consacrés aux oiseaux de l’Histoire naturelle de Buffon, et s'attache à imiter son style. Son frère est le criminaliste Scipion Jérôme Bexon.
En 1777, il s'installe à Paris et travaille principalement pour Buffon

## Œuvres
- Catéchisme d'agriculture (1773), ouvrage présenté sous forme dialoguée entre un père et son fils, qui parle autant de morale que d'agriculture[3].
- Système de la fertilisation des terres (1773 et 1797), paru sous le nom de son frère Scipion Bexon, il cherche à établir l'amélioration des sols sur des vues générales  inspirées entre autres de la notion de "molécules organiques" introduite par Georges-Louis Leclerc de Buffon
- Histoire de Lorraine (inachevée, 1777), volume dédié à Marie-Antoinette. Il traite de la période allant des origines gauloises au règne du duc François II (1545). Il avait pour projet de poursuivre le travail par une histoire naturelle de la Lorraine[4].
- Histoire naturelle des oiseaux de Buffon. Il rédige de nombreux chapitres signés Buffon dans les tomes IV à IX[5]
- Histoire naturelle des minéraux de Buffon. Comme pour l'histoire naturelle des oiseaux de Buffon, il s'agit d'une véritable écriture collaborative[5].